# بلدية انتلات البيضان
بلدية انتلات البيضان هي بلدية في ليبيا تضم مناطق البيضان والخمسين وانتلات شرقي ليبيا في الجنوب الشرقي لمدينة أجدابيا، وتتخذ البلدية من منطقة البيضان مركزا لها حيث تبعد المنطقة عند مدينة أجدابيا ثلاثون كيلو متر، وتقع البلدية على طريق أجدابيا-طبرق الحيوي، حيث يحدها من الشرق بلدية سلوق ومن الشمال الغربي بلدية أجدابيا ومن الجنوب شمالي بلدية الكفرة. حيث تمتاز البلدية بكونها ارض صالحة لتربية المواشي من اغنام وماعز والإبل وهي منطقة شبه صحراوية ويقطنها قبائل الفواخر.